# Magnus Moan
Magnus Hovdal Moan (Lillehammer, 26 agosto 1983) è un combinatista nordico norvegese.

## Biografia
La sua famiglia ha lasciato Lillehammer quando Moan aveva due anni e da allora ha sempre vissuto a Trondheim. Gareggia per lo sci club Byåsen IL e quando non è impegnato nelle competizioni lavora per una compagnia che produce accessori per costruzioni chiamata Doka Norge A/S.
Moan ha esordito in Coppa del Mondo nella stagione 2002-2003 a Oberhof ma è entrato a far parte in pianta stabile della squadra norvegese a partire dalla stagione successiva, e si è subito distinto per le grandi qualità nello sci di fondo che gli consentivano di recuperare il terreno perso nel salto. Il suo primo successo in Coppa del Mondo è venuto a Reit im Winkl, in Germania, in una 7,5 km sprint il 2 gennaio 2004. Nella stagione 2008-2009 si è aggiudicato sette gare, sempre al termine di rimonte sugli sci in cui è l'indiscusso numero uno, contendendo fino all'ultimo la coppa di cristallo al finlandese Anssi Koivuranta, che alla fine ha avuto la meglio.
A livello di grandi appuntamenti Moan ha vinto la medaglia d'argento nella sprint HS134/7,5 km e quella di bronzo nell'individuale Gundersen HS106/15 km ai XX Giochi olimpici invernali di Torino 2006 e sette medaglie ai Mondiali: un oro nella gara a squadre HS137/staffetta 4x5 km e un argento nella sprint HS137/7,5 km nell'edizione di Oberstdorf 2005, un argento nella sprint HS134/7,5 km e un bronzo nella gara a squadre HS134/staffetta 4x5 km in quella di Sapporo 2007 e un bronzo nella gara a squadre HS134/staffetta 4x5 km in quella di Liberec 2009.
Ai Mondiali di Oslo 2011 ha vinto due bronzi iridati, nelle gare a squadre HS 106/staffetta 4x5 km e HS 134/staffetta 4x5 km; a quelli di Val di Fiemme 2013 ha ottenuto l'argento nella gara a squadre dal trampolino normale. Ai XXII Giochi olimpici invernali di Soči 2014 si è classificato 5º nel trampolino normale, 2º nel trampolino lungo e 1º nella gara a squadre. Ai Mondiali di Falun 2015 ha vinto la medaglia d'argento nella gara a squadre dal trampolino normale, la medaglia di bronzo nella sprint a squadre dal trampolino lungo, si è classificato 26º nel trampolino normale e 4º nel trampolino lungo; due anni dopo, nella rassegna iridata di Lahti 2017, ha vinto la medaglia d'argento nella gara a squadre dal trampolino normale e nella sprint a squadre dal trampolino lungo e si è classificato 13º nel trampolino lungo.

## Palmarès

### Olimpiadi
- 4 medaglie:
  - 1 oro (gara a squadre a Soči 2014)
  - 2 argenti (sprint a Torino 2006; trampolino lungo a Soči 2014)
  - 1 bronzo (individuale a Torino 2006)

### Mondiali
- 12 medaglie:
  - 1 oro (gara a squadre a Oberstdorf 2005)
  - 6 argenti (sprint a Oberstdorf 2005; sprint a Sapporo 2007; gara a squadre dal trampolino normale a Val di Fiemme 2013; gara a squadre dal trampolino normale a Falun 2015; gara a squadre dal trampolino normale, sprint a squadre dal trampolino lungo a Lahti 2017)
  - 5 bronzi (gara a squadre a Sapporo 2007; gara a squadre a Liberec 2009; gare a squadre dal trampolino normale, gara a squadre dal trampolino lungo a Oslo 2011; sprint a squadre dal trampolino lungo a Falun 2015)

### Mondiali juniores
- 2 medaglie:
  - 1 argento (partenza in linea a squadre a Sollefteå 2003)
  - 1 bronzo (partenza in linea a squadre a Schonach 2002)

### Coppa del Mondo
- Miglior piazzamento in classifica generale: 2º nel 2006 e nel 2009
- 65 podi (54 individuali, 11 a squadre):
  - 31 vittorie (25 individuali, 6 a squadre)
  - 14 secondi posti (12 individuali, 2 a squadre)
  - 20 terzi posti (17 individuali, 3 a squadre)

#### Coppa del Mondo - vittorie
| Data             | Località            | Nazione   | Trampolino                   | Spec.                                                               |
| ---------------- | ------------------- | --------- | ---------------------------- | ------------------------------------------------------------------- |
| 2 gennaio 2004   | Reit im Winkl       | Germania  | Franz Haslberger K90         | SP NH/7,5 km                                                        |
| 13 marzo 2005    | Oslo                | Norvegia  | Holmenkollen HS128           | IN LH/15 km                                                         |
| 18 dicembre 2005 | Ramsau am Dachstein | Austria   | W90-Mattensprunganlage HS100 | SP NH/7,5 km                                                        |
| 4 marzo 2006     | Lahti               | Finlandia | Salpausselkä HS130           | IN LH/15 km                                                         |
| 2 dicembre 2006  | Lillehammer         | Norvegia  | Lysgårdsbakken HS138         | IN LH/15 km                                                         |
| 17 dicembre 2006 | Ramsau am Dachstein | Austria   | W90-Mattensprunganlage HS98  | SP NH/7,5 km                                                        |
| 30 dicembre 2007 | Oberhof             | Germania  | Hans Renner HS140            | IN LH/15 km                                                         |
| 6 dicembre 2008  | Trondheim           | Norvegia  | Granåsen HS140               | IN LH/10 km                                                         |
| 27 dicembre 2008 | Oberhof             | Germania  | Hans Renner HS140            | IN LH/10 km                                                         |
| 11 gennaio 2009  | Val di Fiemme       | Italia    | Giuseppe Dal Ben HS134       | IN LH/10 km                                                         |
| 17 gennaio 2009  | Whistler            | Canada    | Olympic Park HS140           | IN LH/10 km                                                         |
| 31 gennaio 2009  | Chaux-Neuve         | Francia   | La Côté Feuillée HS100       | IN NH/10 km                                                         |
| 8 febbraio 2009  | Seefeld in Tirol    | Austria   | Toni Seelos HS100            | IN NH/10 km                                                         |
| 7 marzo 2009     | Lahti               | Finlandia | Salpausselkä HS130           | IN LH/10 km                                                         |
| 16 gennaio 2010  | Chaux-Neuve         | Francia   | La Côté Feuillée HS100       | IN LH/10 km                                                         |
| 17 gennaio 2010  | Chaux-Neuve         | Francia   | La Côté Feuillée HS100       | IN LH/10 km                                                         |
| 5 marzo 2010     | Lahti               | Finlandia | Salpausselkä HS130           | IN LH/10 km                                                         |
| 13 marzo 2010    | Oslo                | Norvegia  | Holmenkollen HS123           | T LH/4x5 km (con Petter Tande, Mikko Kokslien e Jan Schmid)         |
| 14 gennaio 2011  | Seefeld in Tirol    | Austria   | Toni Seelos HS109            | T NH/4x5 km (con Håvard Klemetsen, Jan Schmid e Mikko Kokslien)     |
| 16 gennaio 2011  | Seefeld in Tirol    | Austria   | Toni Seelos HS109            | IN NH/10 km                                                         |
| 7 gennaio 2012   | Oberstdorf          | Germania  | Schattenberg HS137           | T LH/4x5 km (con Mikko Kokslien, Jan Schmid e Jørgen Graabak)       |
| 4 febbraio 2012  | Val di Fiemme       | Italia    | Giuseppe Dal Ben HS134       | T SP LH/2x7,5 km (con Mikko Kokslien)                               |
| 24 novembre 2012 | Lillehammer         | Norvegia  | Lysgårdsbakken HS100         | IN NH/10 km                                                         |
| 25 novembre 2012 | Lillehammer         | Norvegia  | Lysgårdsbakken HS138         | PR LH/10 km                                                         |
| 15 dicembre 2012 | Ramsau am Dachstein | Austria   | W90-Mattensprunganlage HS98  | IN NH/10 km                                                         |
| 5 gennaio 2013   | Schonach            | Germania  | Langenwaldschanze HS106      | T NH/4x5 km (con Håvard Klemetsen, Mikko Kokslien e Jørgen Graabak) |
| 21 dicembre 2013 | Schonach            | Germania  | Langenwaldschanze HS106      | IN NH/10 km                                                         |
| 11 gennaio 2015  | Chaux-Neuve         | Francia   | La Côté Feuillée HS118       | IN LH/10 km                                                         |
| 12 marzo 2015    | Trondheim           | Norvegia  | Granåsen HS140               | IN LH/10 km                                                         |
| 19 dicembre 2015 | Ramsau am Dachstein | Austria   | W90-Mattensprunganlage HS98  | IN NH/10 km                                                         |
| 4 marzo 2016     | Schonach            | Germania  | Langenwaldschanze HS106      | T NH/4x5 km (con Jan Schmid, Magnus Krog e Jørgen Graabak)          |

Legenda:

IN = individuale Gundersen

PR = gara a handicap

SP = sprint

T = gara a squadre

NH = trampolino normale

LH = trampolino lungo